# Spät-Bitterling
Der Spät-Bitterling (Blackstonia acuminata), auch Später Bitterling genannt, ist eine Pflanzenart aus der Familie der Enziangewächse (Gentianaceae).

## Beschreibung

### Vegetative Merkmale
Der Späte Bitterling ist eine einjährige krautige Pflanze, die Wuchshöhen von meist 10 bis 30 Zentimeter erreicht. Die aufrechte, kahle Pflanze wächst einfach oder ist im Blütenstand verzweigt. Sie besitzt keine oder nur eine schwach entwickelte Grundrosette. Die gegenständigen, ungeteilten und ganzrandigen Laubblätter haben eine eiförmige, glauke Spreite und sind maximal 2,5 Zentimeter breit. Die Laubblätter sind paarweise stängelumfassend miteinander verwachsen, wobei in der Mitte eine deutliche Einschnürung vorhanden ist.

### Generative Merkmale
Die Blühzeit des Spät-Bitterlings reicht in Mitteleuropa von Juli bis September. Die Pflanze ist ein Vormittagsblüher und die Blüten öffnen sich nur bei Sonnenschein. Die zwittrigen, radiärsymmetrischen Blüten stehen in endständigen, meist lockeren Dichasien zusammen. Die Blütenstiele sind 2 bis 7 Zentimeter lang. Die Kelchblätter sind nur am Grund miteinander verwachsen und die länglichen-lanzettlichen Kelchzipfel liegen der Frucht eng an. Die Krone ist meist 8 bis 10 Millimeter lang und besteht aus 6 bis 8 sattgelben Kronblättern, deren Zipfel ungefähr so lange wie die Kronenröhre sind. In der Knospenlage sind die Kronblätter gedreht. Die Blüte weist so viele Staubblätter wie Kronblätter und einen oberständigen Fruchtknoten mit zwei Narben auf. Die Frucht ist eine zweiklapprige Kapsel.

### Chromosomenzahl
Die Chromosomenzahl beträgt 2n = 40; die Unterart Blackstonia acuminata subsp. aestiva hat die Chromosomenzahl 2n = 20.

## Ökologie
Beim Späten Bitterling handelt es sich um einen Therophyten. Die Art ist wärmeliebend.

## Vorkommen und Gefährdung
Der Späte Bitterling hat sein Hauptverbreitungsgebiet im Mediterranraum. Er kommt auch in Marokko, in Vorderasien und nordwärts bis zu den Niederlanden vor. Im deutschsprachigen Raum ist die Art in Österreich, Deutschland und der Schweiz indigen.
Die ökologischen Zeigerwerte nach Landolt et al. 2010 sind in der Schweiz: Feuchtezahl F = 3+w+ (feucht aber stark wechselnd), Lichtzahl L = 4 (hell), Reaktionszahl R = 4 (neutral bis basisch), Temperaturzahl T = 4+ (warm-kollin), Nährstoffzahl N = 1 (sehr nährstoffarm), Kontinentalitätszahl K = 4 (subkontinental), Salztioleranz 1 = tolerant.
In Österreich tritt der Spät-Bitterling sehr selten auf offenen, wechselfeuchten Ruderalflächen, Wegrändern und Ufern in der collinen Höhenstufe auf. Die Vorkommen beschränken sich auf die Bundesländer Wien, Niederösterreich und das Burgenland. In der Steiermark und in Vorarlberg ist die Art ausgestorben, im restlichen Gebiet gilt sie als vom Aussterben bedroht.
Der Späte Bitterling ist in Deutschland eine Charakterart des Erythraeo-Blackstonietum aus den Nanocyperion-Verband.

## Systematik
Der Spät-Bitterling gehört gemeinsam mit dem Durchwachs-Bitterling zur Artengruppe Blackstonia perfoliata agg.
Man kann bei Blackstonia acuminata zwei Unterarten unterscheiden:
- Blackstonia acuminata subsp. acuminata
- Blackstonia acuminata subsp. aestiva (K.Malý) Zeltner

## Bilder

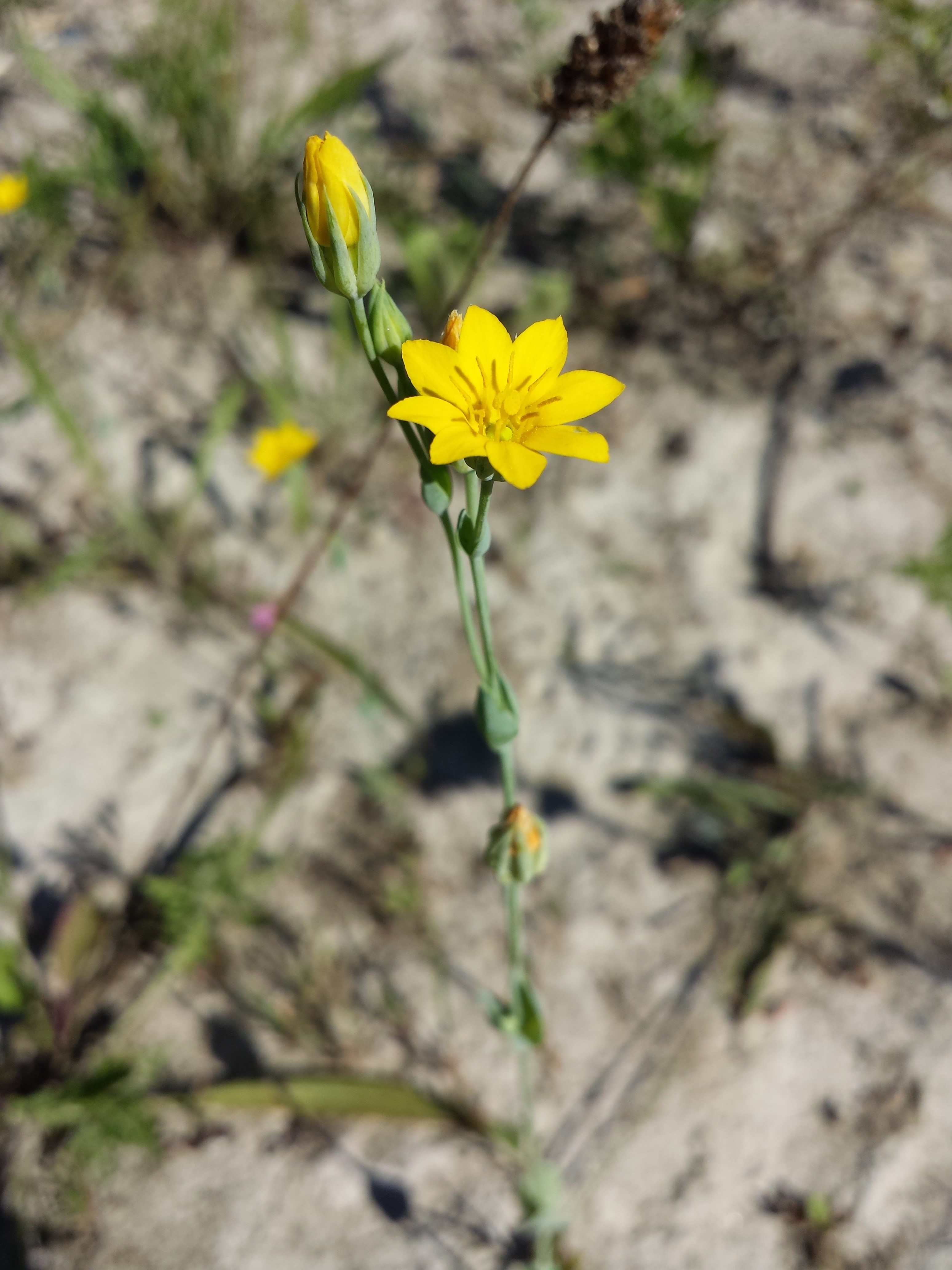
Am Vormittag sind Blüten geöffnet, …
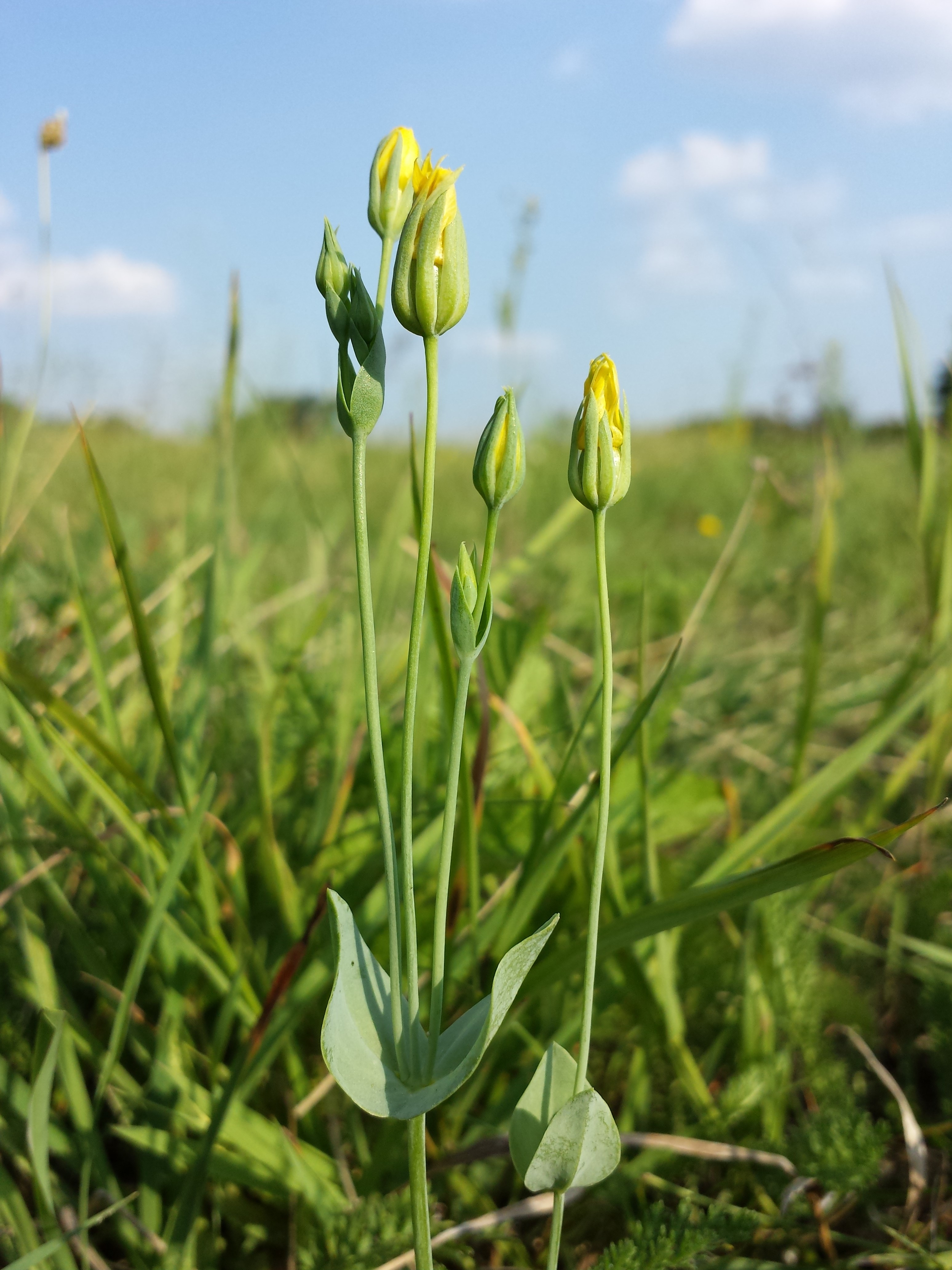
… am Nachmittag sind alle geschlossen.
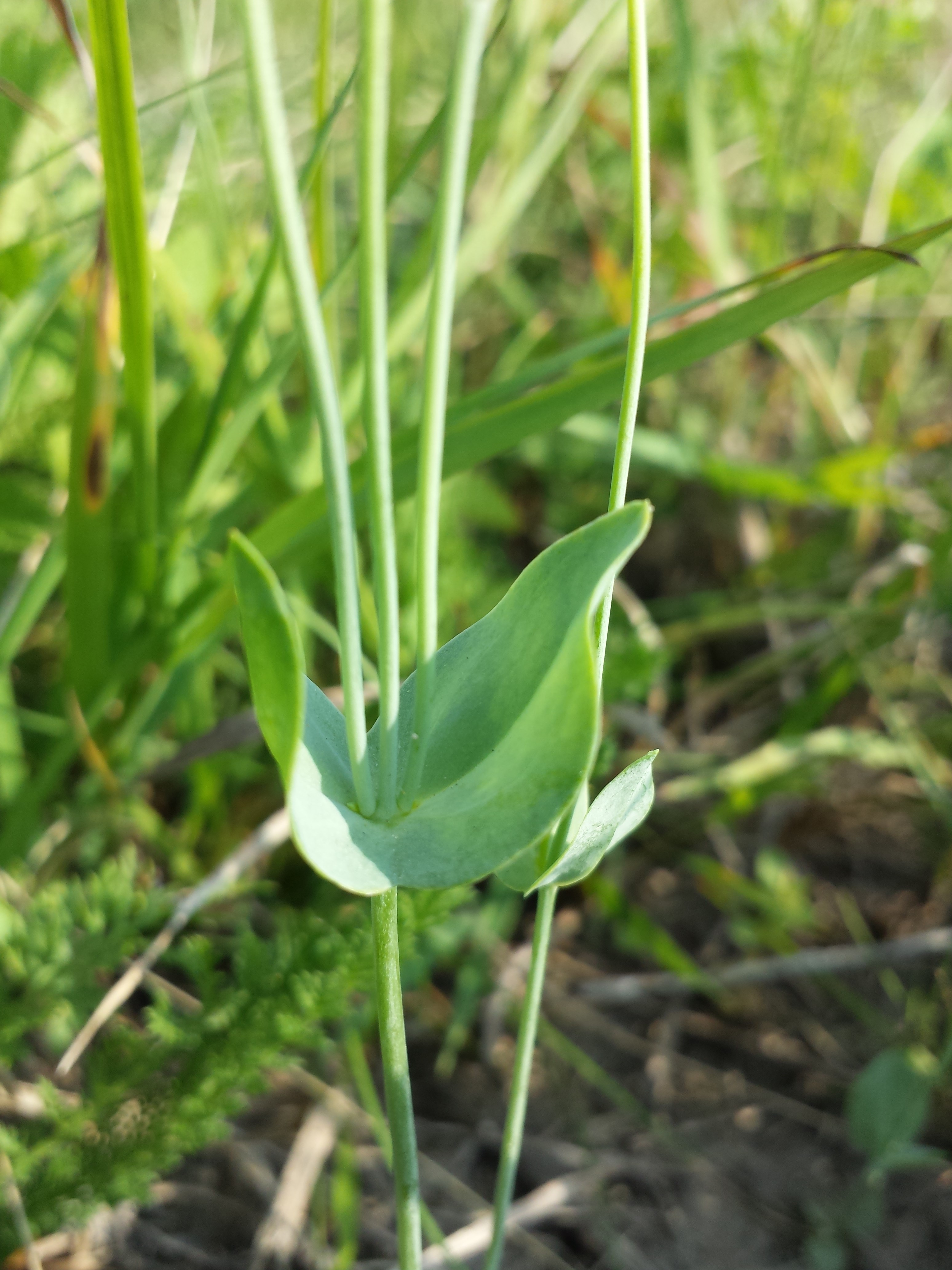
Der Stängel weist miteinander verwachsene Laubblätter auf.
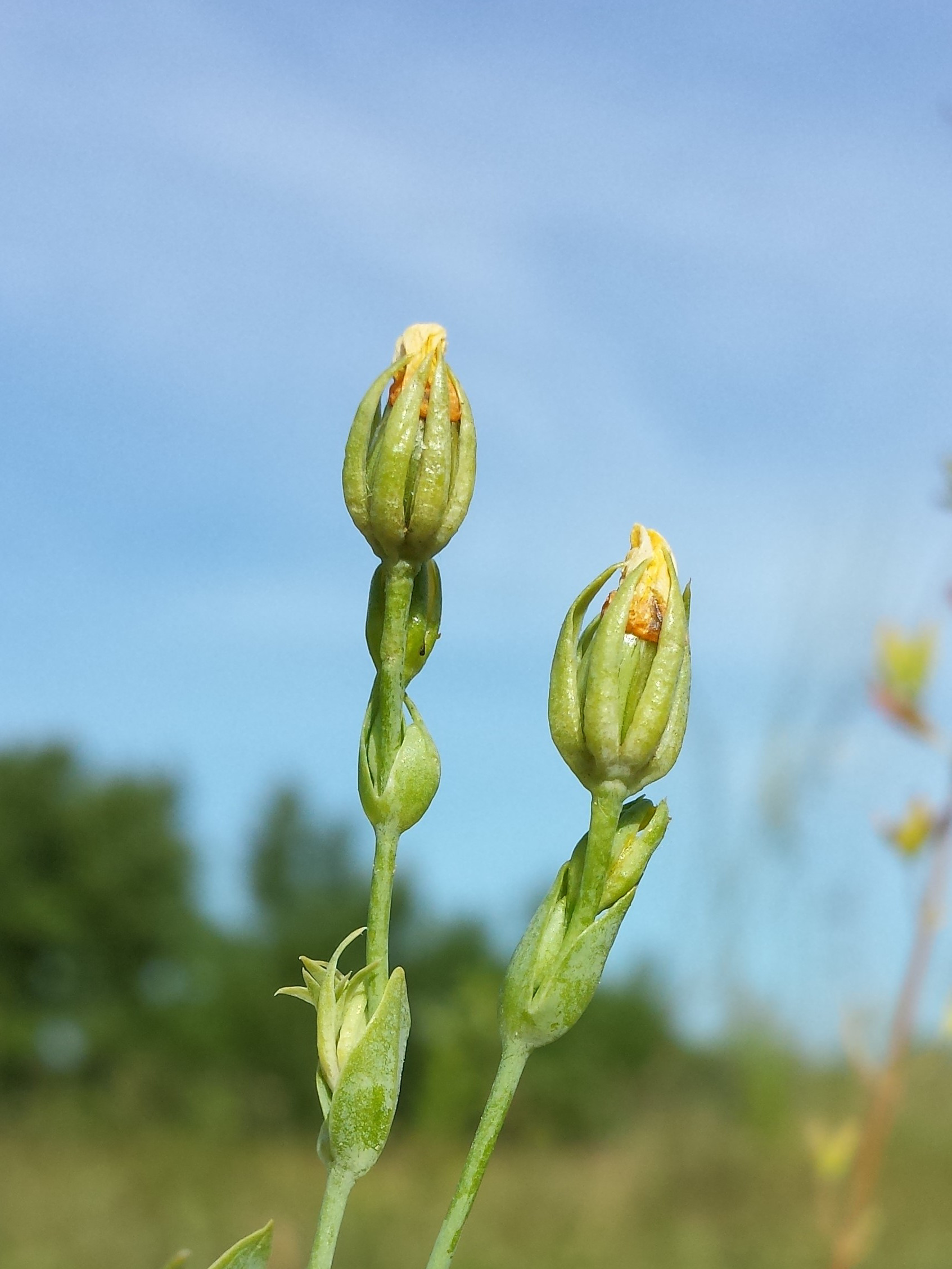
Die lanzettlichen Kelchzipfel liegen den Früchten eng an.
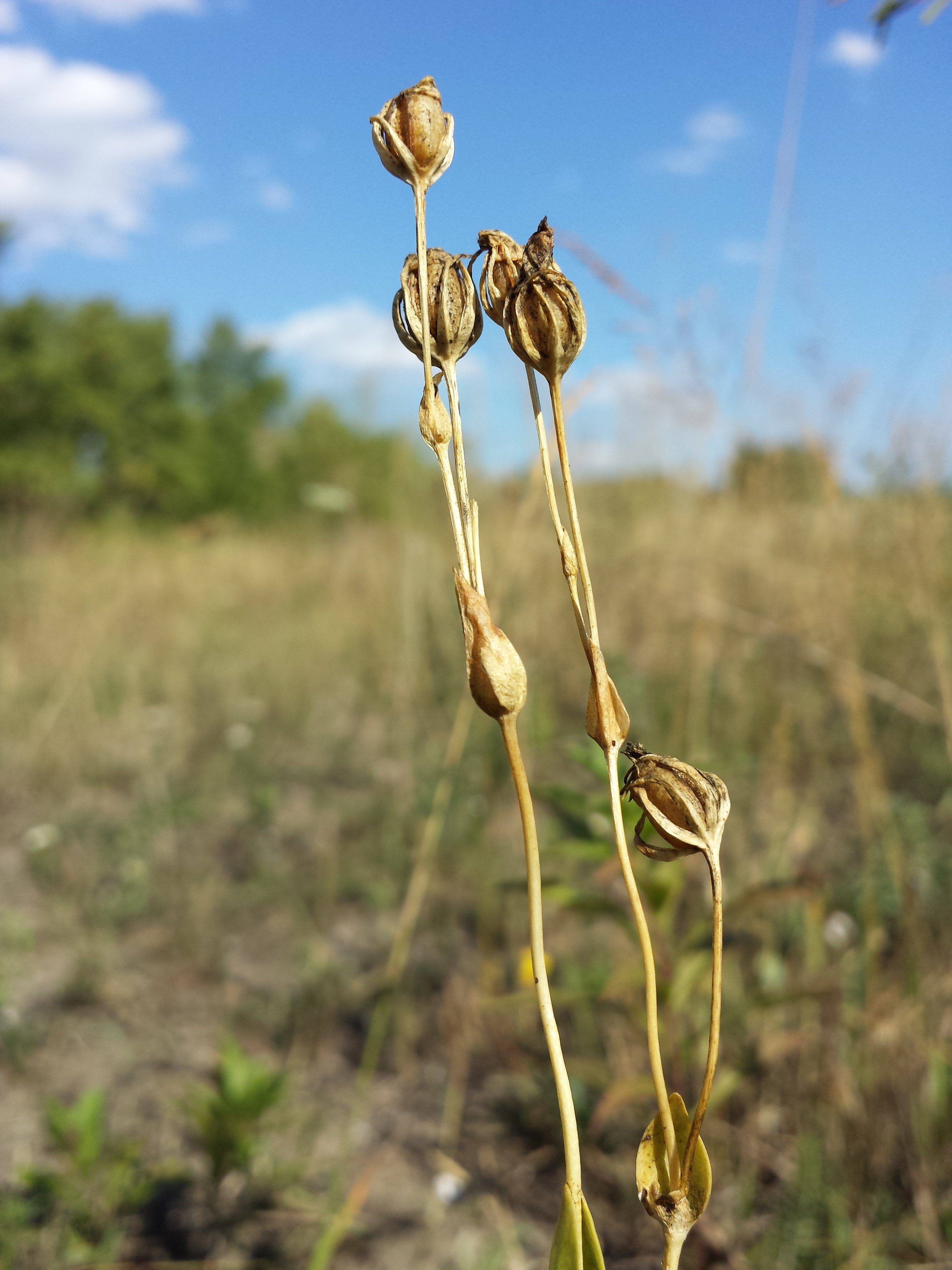
Abgeblühte Pflanze mit Kapselfrüchten